# Faculdade de Direito da Universidade do Estado do Rio de Janeiro
A Faculdade de Direito da Universidade do Estado do Rio de Janeiro (FDir - UERJ), anteriormente denominada Faculdade de Direito da Universidade do Distrito Federal e Faculdade de Direito da Universidade da Guanabara é uma unidade de ensino, pesquisa e extensão da Universidade do Estado do Rio de Janeiro. Foi fundada em 11 de maio de 1935, sendo a segunda faculdade de direito mais antiga do estado (atrás, apenas, da Faculdade Nacional de Direito, atualmente Faculdade de Direito da UFRJ) e uma das mais tradicionais do país.
Ao longo de quase um século de ensino, a faculdade formou diversas personalidades notórias nos seus programas de graduação e pós-graduação lato sensu e strictu sensu, dentre elas Ministros do Supremo Tribunal Federal, Governadores do Estado do Rio de Janeiro, Deputados Federais e Estaduais, bem como compositores e artistas. Após a inauguração oficial no Salão Nobre da Associação Cristã de Moços, a faculdade teve como primeira sede um casarão na Rua do Catete, 243, posteriormente sendo transferida em 1976 para sua atual sede, o sétimo andar do Campus Maracanã, na Rua São Francisco Xavier, 524.   
A faculdade é reconhecida por sua excelência acadêmica e chegou a ostentar, por mais de duas décadas, um índice de aprovação de 100% nos exames de acesso à Ordem dos Advogados do Brasil (OAB), que recomenda o curso. Seu programa de graduação é frequentemente listado entre os melhores do país em diversos rankings, como no Ranking Universitário da Folha de S.Paulo. Para muitos professores e acadêmicos, a Faculdade de Direito da UERJ é a melhor faculdade de direito do Brasil, ao lado da Faculdade de Direito da USP, tendo expressão significativa tanto no direito privado como no direito público. 
Quando Luís Roberto Barroso foi indicado para o Supremo Tribunal Federal (STF), no ano de 2013, a Faculdade de Direito da UERJ passou a contar com três professores que também eram ministros da mais alta corte do país, ao lado de Joaquim Barbosa, hoje aposentado, e Luiz Fux. Outros ministros do STF já foram professores da faculdade, casos de Ary Franco, Aliomar Baleeiro e Oscar Dias Correia. Atualmente, a Faculdade conta com uma série de renomados professores, como Daniel Sarmento, Gustavo Tepedino, Flávio Galdino, Heloisa Helena Barboza, Wallace Corbo, Antonio Cabral, Davi Tangerino e Marco Antonio Rodrigues. No passado, nomes como Afonso Arinos de Melo Franco, Heleno Fragoso, Nilo Batista e Barbosa Moreira também lecionaram na instituição. 

## História
Fundação
A faculdade foi inaugurada, oficialmente, no dia 11 de maio de 1935 em sessão solene no Salão Nobre da Associação Cristã de Moços. A instituição teve origem quando um grupo de professores uniu forças para a criação de uma nova instituição na Capital Federal, que, à época, contava com apenas uma faculdade de direito, a atual Faculdade de Direito da Universidade Federal do Rio de Janeiro. A criação da Faculdade de Direito da UERJ, então Faculdade de Direito do Rio de Janeiro surgia como uma "iniciativa de professores" que, insatisfeitos com o problema das centenas de jovens que não podiam seguir os estudos no direito pelo limite à matrícula imposto pelo art. 150 Constituição Federal de 1934, buscavam a criação de uma nova instituição de ensino que ampliasse o acesso ao curso de direito. Nas palavras de Afrânio Peixoto, a instituição de uma nova faculdade de direito no Rio de Janeiro se constituía "como consequência do crescimento natural". Nesse sentido, como define o historiador do direito Gustavo Siqueira, a faculdade foi criada com o propósito de ser uma instituição de ensino livre, para que ali estudassem aqueles que foram aprovados no vestibular da Faculdade de Direito da Universidade Federal do Rio de Janeiro e que não puderam ingressar devido à limitação do número de matrículas. Assim, a instituição poderia estar teoricamente livre de algumas restrições do Governo Federal de Getúlio Vargas e poderia atender uma crescente demanda da capital.
Dentre os nomes relevantes que fizeram parte da idelização, planejamento e constituição da faculdade, é pertinente citar: 
- Luiz Carpenter, advogado, professor catedrático da Faculdade de Direito da UFRJ e posteriormente da Faculdade de Direito da UERJ. O centro acadêmico da faculdade (Centro Acadêmico Luiz Carpenter, ou simplesmente "CALC") leva seu nome. No hall da faculdade há um busto feito em bronze em sua homenagem.
- Oscar Tenório Accioly, advogado, juiz, exerceu vários cargos públicos, bem como foi professor Catedrático de Direito Internacional Público  e  de Direito  Internacional  Privado da Faculdade de Direito da UERJ. Posteriormente, viria a ser reitor da Universidade do Estado do Rio de Janeiro.
- Ary de Azevedo Franco, Ministro do Supremo Tribunal Federal e Presidente do Tribunal Superior Eleitoral.
- Roberto Tavares de Lira, advogado, Ministro da Educação e professor da Faculdade de Direito da UERJ.
- Marcílio Teixeira de Lacerda, advogado, posteriormente deputado estadual e senador, além de professor da Faculdade de Direito da UFRJ e da Faculdade de Direito da UERJ.
- João Alcides Bezerra Cavalcanti, advogado, historiador, deputado estadual e professor de Filosofia na Faculdade de Filosofia do Rio de Janeiro e de direito na Faculdade de Direito da UERJ.
- Homero Pires, advogado, político, exerceu diversos cargos públicos, além de ter sido professor catedrático de Direito Constitucional na atual Faculdade de Direito da Universidade Federal da Bahia e na Faculdade de Direito da UERJ.
- Leônidas de Rezende, professor de Economia Política na Faculdade de Direito da UFRJ e na Faculdade de Direito da UERJ.
- Antônio Ferrão Muniz de Aragão, advogado, político, jornalista e professor de Economia Política da Escola Politécnica da Bahia, também professor de Direito Penal na Faculdade de Direito da UFRJ e na Faculdade de Direito da UERJ.

Ao longo das décadas seguintes, a faculdade se consolidou como uma instituição relevante na cultura carioca e na cultura brasileira. A partir da integração à Universidade em 1951, à época chamada Universidade do Distrito Federal (UDF), seu nome original Faculdade de Direito do Rio de Janeiro foi substituído por Faculdade de Direito do Distrito Federal. Em 1958, foi novamente substituído por Faculdade de Direito da Universidade do Rio de Janeiro, seguindo a alteração de nome da instituição-mãe. Com a transferência da capital federal para a cidade de Brasília e a criação do Estado de Guanabara, passou-se a chamar em 1961 Faculdade de Direito da Universidade da Guanabara (UEG), até chegar a sua atual denominação Faculdade de Direito da Universidade do Estado do Rio de Janeiro em 1975, em consequência da fusão dos estados do Rio de Janeiro e Guanabara.    
Em 1976, com a conclusão das obras do Campus Universitário Francisco Negrão de Lima, as instalações da faculdade de direito são oficialmente transferidas para o 7º Andar do prédio situado na Rua São Francisco Xavier, nº 524, onde se mantém até hoje. 
A Faculdade, o Centro Acadêmico e Resistência Política
Nas décadas que seguiram à inauguração da instituição de ensino, a Faculdade de Direito foi responsável por representar relevantes movimentos políticos, especialmente no decorrer do regime do Estado Novo (1937 - 1945) e da Ditadura Militar (1964 - 1985). O próprio fundador e primeiro diretor da faculdade, Luiz Carpenter, chegou a ser preso pelo regime comandado por Getúlio Vargas em 1935, acusado de ter participado da Intentona Comunista e integrar o Partido Comunista Brasileiro. Ele, bem como outros acadêmicos, voltariam a ser presos após a radicalização do regime com o Golpe de 1937, motivando manifestações por parte dos alunos. Nessa esteira, no dia 1º de setembro de 1935 foi fundado o Centro Acadêmico da faculdade, órgão máximo da representação discente e representativo da insatisfação política dos alunos, cuja história se confunde com a do movimento estudantil brasileiro. 
Com o Golpe de Estado de 1964 e a publicação do Ato Institucional n.º 5 em 1968, a Faculdade de Direito passou a ser um núcleo de resistência política e defesa da democracia, tendo sido uma das instituições mais reprimidas pelo regime.  Diversos alunos e ex-alunos foram presos, torturados ou forçados ao exílio, como foi o caso de Geraldo Vandré, cantor e compositor formado pela turma de 1961, e de Ivan Pinheiro, advogado e militante político no Partido Comunista Brasileiro e no Movimento Revolucionário Oito de Outubro. A faculdade, em conjunto aos outros institutos da universidade, promoveu diversas manifestações e revoltas durante os vinte e um anos do regime, como após o assassinato do estudante de medicina Luiz Paulo da Cruz Nunes em manifestação no Hospital Universitário Pedro Ernesto. 
A história pessoal e profissional de muitos dos antigos e atuais docentes da instituição também se conecta com a luta política por democracia deflagrada ao longo do regime. Assim como em outras instituições que desafiaram o regime, como a Universidade de São Paulo e a Pontifícia Universidade Católica de São Paulo, era comum que militares estivessem presentes nas salas de aula para monitorar o conteúdo que era ensinado e discutido com os alunos. Dentre alguns exemplos de docentes afetados pela ditadura, é possível citar a de Luís Roberto Barroso, atual professor de Direito Constitucional e Presidente do Supremo Tribunal Federal, que era estagiário do então Presidente da Ordem dos Advogados do Brasil, Eduardo Seabra Fagundes, quando seu gabinete recebeu uma carta-bomba enviada pelo Centro de Inteligência do Exército, resultando na morte da secretária Lyda Monteiro. Na época, a OAB denunciava os abusos cometidos por militares, como desaparecimentos e torturas de presos políticos. No mesmo sentido, Caio Mário da Silva Pereira, que posteriormente viria a lecionar Direito Civil na faculdade, foi perseguido e sofreu graves ameaças e críticas dos militares durante seu período na presidência da Ordem. Luiz Fux, professor de Direito Processual Civil e Ministro do Supremo Tribunal Federal, conta histórias de quando, enquanto juiz criminal, analisou e rejeitou pedidos de prisão de estudantes da universidade. 
A instituição teve papel significativo no movimento das Diretas Já e na Assembleia Nacional Constituinte de 1987. Dentre os juristas nomeados para a Comissão Constituinte, é possível citar o então professor de direito constitucional e Ministro do Supremo Tribunal Federal Afonso Arinos de Melo Franco e o ex-aluno Célio Borja, que posteriormente viria a ser Ministro da Justiça durante o governo de Fernando Collor.
Da Década de 1990 aos dias atuais
Em 1991, a Faculdade inaugurou oficialmente seu Programa de Pós-Graduação strictu sensu (PPGD - UERJ), expandindo o primeiro curso de mestrado em Direito da Cidade originado em 1987. Desde então, o programa cresceu exponencialmente e hoje conta com duas áreas de concentração e dez linhas de pesquisa, nas quais lecionam cerca de oitenta docentes. É um dos mais importantes programas de pós-graduação do Brasil, se destacando em citações acadêmicas e nos Tribunais Superiores, bem como pelo número elevado de periódicos relevantes mantido pela Coordenação de Aperfeiçoamento de Pessoal de Nível Superior.  

## Centro Acadêmico Luiz Carpenter (CALC)
Fundado em 1º de setembro de 1935, o Centro Acadêmico Luiz Carpenter - CALC. A denominação do CALC é uma homenagem ao fundador e primeiro diretor da faculdade, Luiz Carpenter, dada em 1936. A história do CALC confunde-se com a do movimento estudantil brasileiro e tem seu auge nos anos 60, no início da ditadura militar. Em dezembro de 1968, com o Ato Institucional Número Cinco, o CALC, assim como diversos outros centros acadêmicos, ficou proibido de funcionar, só retornando à atividade com a abertura política em 1978, na gestão "CALC - Livre", que tinha dentre seus diretores o então aluno de graduação Luís Roberto Barroso.

## Ex-alunos famosos
- Ivan Pinheiro, ex-secretário-geral do PCB (Graduação)
- Otávio Leite, ex-deputado federal (Graduação)
- Luiz Fux, ministro do STF (Graduação)
- Nilo Batista, ex-governador (Doutorado)
- Luís Roberto Barroso, ministro do STF (Graduação)
- Alessandro Molon, ex-deputado federal (Doutorado)[26]
- Marcelo Calero, ex-deputado federal e ex-Ministro da Cultura do Brasil (Graduação)
- Wadih Damous, ex-deputado federal (Graduação)
- Geraldo Vandré, cantor e compositor (Graduação)
- Paulo Sérgio Valle, compositor (Graduação)[27]
- João Roberto Kelly, pianista e compositor (Graduação)[27]
- Flávia Alessandra, atriz (Graduação)
- Gustavo Tepedino, Advogado, parecerista e arbitro (Mestrado e Doutorado)
- Daniel Sarmento, Advogado e parecerista (Doutorado)
- Joaquim Muniz, Advogado e Árbitro
- Regis Fichtner, PGE, advogado e ex-secretário da Casa Civil

## Professores e ex-professores famosos
- Luiz Fux, ministro do STF e professor titular de Direito Processual Civil
- Raphael Carvalho de Vasconcelos, internacionalista e ex-Secretário do Tribunal Permanente de Revisão do Mercosul[28] [29].
- Nilo Batista, professor titular (aposentado) de Direito Penal
- Luís Roberto Barroso, ministro do STF e professor titular de Direito Constitucional
- José Carlos Barbosa Moreira, desembargador, professor titular (aposentado) de Direito Processual Civil
- Joaquim Barbosa, ex-ministro do STF e ex-professor de Direito Administrativo (exonerou-se em 2015).
- Roberto Lyra, patrono da instituição, professor catedrático de Direito Penal, teve seu busto furtado em 2004
- Joaquim Pimenta
- Afonso Arinos de Melo Franco, escritor, membro da ABL, deputado e senador, ex-ministro das relações exteriores
- Aliomar Baleeiro, ministro do STF
- Caio Tácito, professor titular de Direito Administrativo, professor titular de Teoria Geral do Processo e Direito Processual Civil, além de ter sido reitor da UERJ
- Celso Renato Duvivier de Albuquerque Mello
- Ary Franco, ministro do STF
- Oscar Dias Correa, ministro  do  STF
- Célio Borja, ministro do STF
- Oto Agripino Maia, embaixador no Vaticano, Suécia, Grécia e África do Sul
- José Pereira Lira, advogado e Ministro-Chefe da Casa Civil no Governo Eurico Dutra (1946-1951)